# Villa Madama
De Villa Madama is een villa suburbana ("voorstadvilla") die vanaf 1518 door Rafaël werd gebouwd in opdracht van Giulio de' Medici, de latere paus Clemens VII. De villa is gelegen op de hellingen van de Monte Mario in Rome en geldt als voorbeeld van een bouwwerk uit de hoogrenaissance waarin werd teruggegrepen op de klassieke Romeinse architectuur zoals beschreven door Vitruvius in zijn De architectura. Na Rafaëls dood werd de bouw voortgezet door Antonio da Sangallo de Jonge, maar nooit geheel voltooid.
Oorspronkelijk was de villa het zomerverblijf van de bewoners van het Palazzo Madama. Tegenwoordig is het gebouw eigendom van de Italiaanse staat en wordt het door de regering gebruikt voor representatieve doeleinden.

## Kunsthistorische achtergrond
Tijdens de hoogrenaissance (die duurde van ongeveer 1495 tot 1520) was het pauselijke Rome het centrum van artistieke bedrijvigheid. Pausen als Julius II en Leo X wilden de kerkelijke macht ook in kunst en architectuur bevestigen en gaven kunstenaars als Bramante, Michelangelo en Rafaël opdracht tot onder meer de bouw van de Sint-Pietersbasiliek en de versiering van de Sixtijnse Kapel.
De neef van Giovanni de' Medici (paus Leo X), Giulio de' Medici (de latere paus Clemens VII), gaf in 1518 aan Rafaël de opdracht om voor hem een villa suburbana te bouwen, een voorstadvilla of buitenhuis, om in de zomer de hitte van de stad te kunnen ontvluchten.

## Ontwerp en ligging

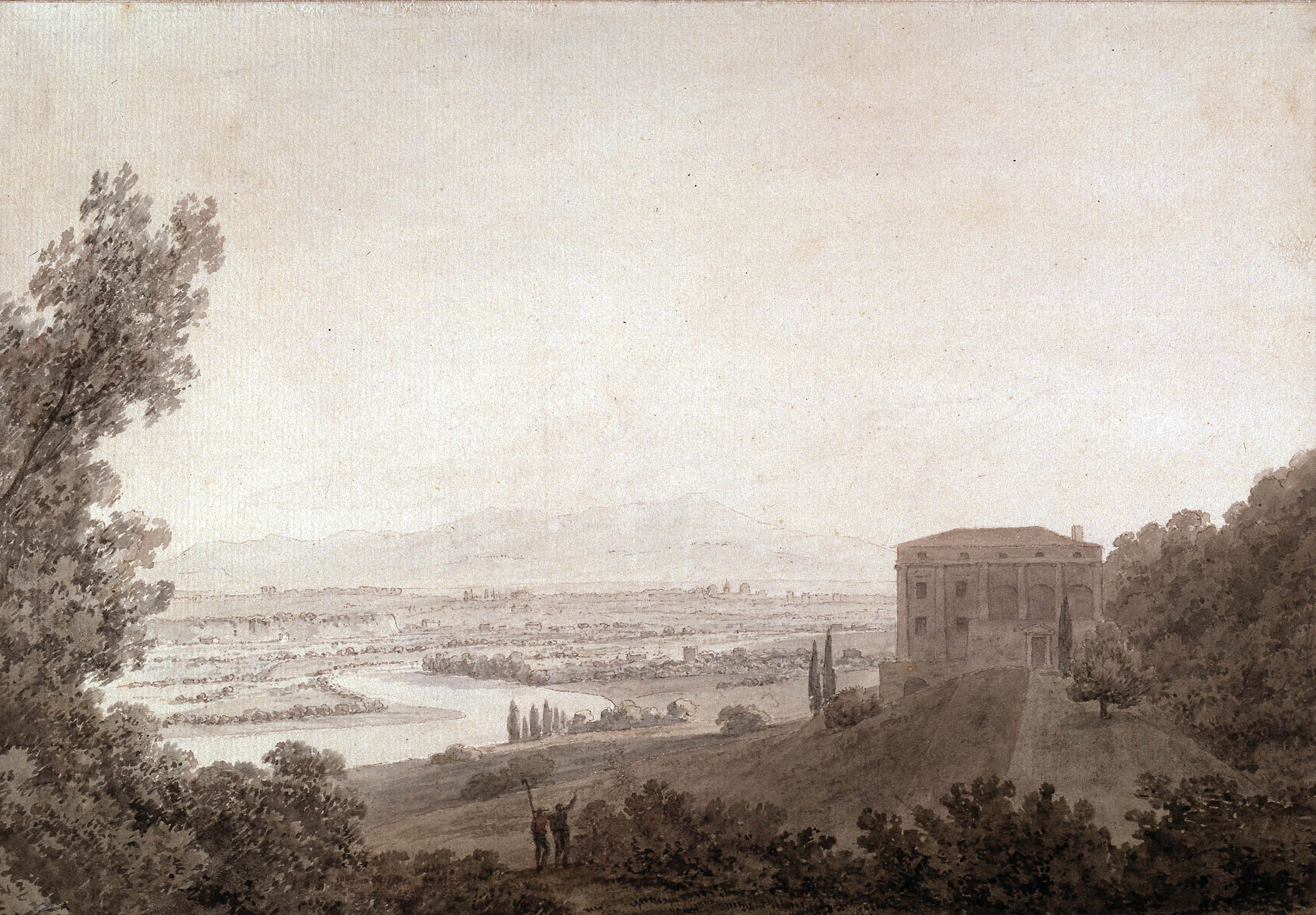
Rome from the Villa Madama, schilderij uit 1780 door John Robert Cozens (collectie Denver Art Museum)

Bij het ontwerp van de villa werd teruggegrepen op de klassieke Romeinse architectuur zoals beschreven door Vitruvius in zijn De architectura uit de eerste eeuw voor Christus. Hierin worden regels gegeven voor de ideale compositie, constructie en versiering van een gebouw, waaronder het gebruik van de Romeinse boog, het fronton en de pilaar of zuil. Door proportioneel juiste verhoudingen toe te passen, zoals symmetrie, kon een evenwichtige bouwkundige compositie tot stand komen.
In deze optiek moest een gebouw mooi zijn en praktisch gelegen. De Villa Madama kon worden gebouwd halverwege de helling van de Monte Mario aan de westelijke rand van Rome, slechts een paar kilometer ten noorden van het Vaticaan. Doordat langs deze helling in de zomer van verschillende kanten een verkoelende wind waait, was dit een geschikte locatie. Er is tevens een prachtig uitzicht over de rivier de Tiber en de stad Rome. 
De Villa Madama werd niet gebouwd als residentie maar werd ontworpen voor feesten en algemeen amusement. De villa was een van de eerste buitenhuizen van het type suburbana die in het 16e-eeuwse Rome in de stijl van de klassieke Romeinse architectuur werden gebouwd in een weloverwogen poging om de villa's uit de oudheid, zoals die onder meer door de eerste-eeuwse letterkundige Plinius werden beschreven, te evenaren. Zo kreeg de Villa Madama op verschillende niveaus tuinen, een in de heuvel uitgegraven openluchttheater en een hippodroom.

## Bouw
Het werk aan de villa was nog maar net begonnen toen Rafaël in 1520 stierf, wat tot een aanzienlijke vertraging leidde, mede door voortdurende onenigheid onder zijn leerlingen. Uiteindelijke verzorgde Antonio da Sangallo de Jonge het eindontwerp en nam hij de leiding over de bouw op zich.
In 1521 stierf paus Leo X. Hij werd opgevolgd door Adrianus VI, die soberheid voorstond en veel activiteiten, mede door de zeer grote schulden die zijn voorganger had achtergelaten, liet staken. Ook de bouw van de Villa Madama werd stilgelegd. Na het overlijden van Adrianus VI in 1523 werd hij opgevolgd door Giulio de' Medici als paus Clemens VII en het werk aan de villa werd hervat.
In 1527, tijdens de oorlog van de Liga van Cognac, een van de Italiaanse Oorlogen, werd Rome geplunderd waarbij de Villa Madama door brand zwaar werd beschadigd. Sommige delen werden herbouwd, maar de villa werd nooit voltooid.

## Kenmerken

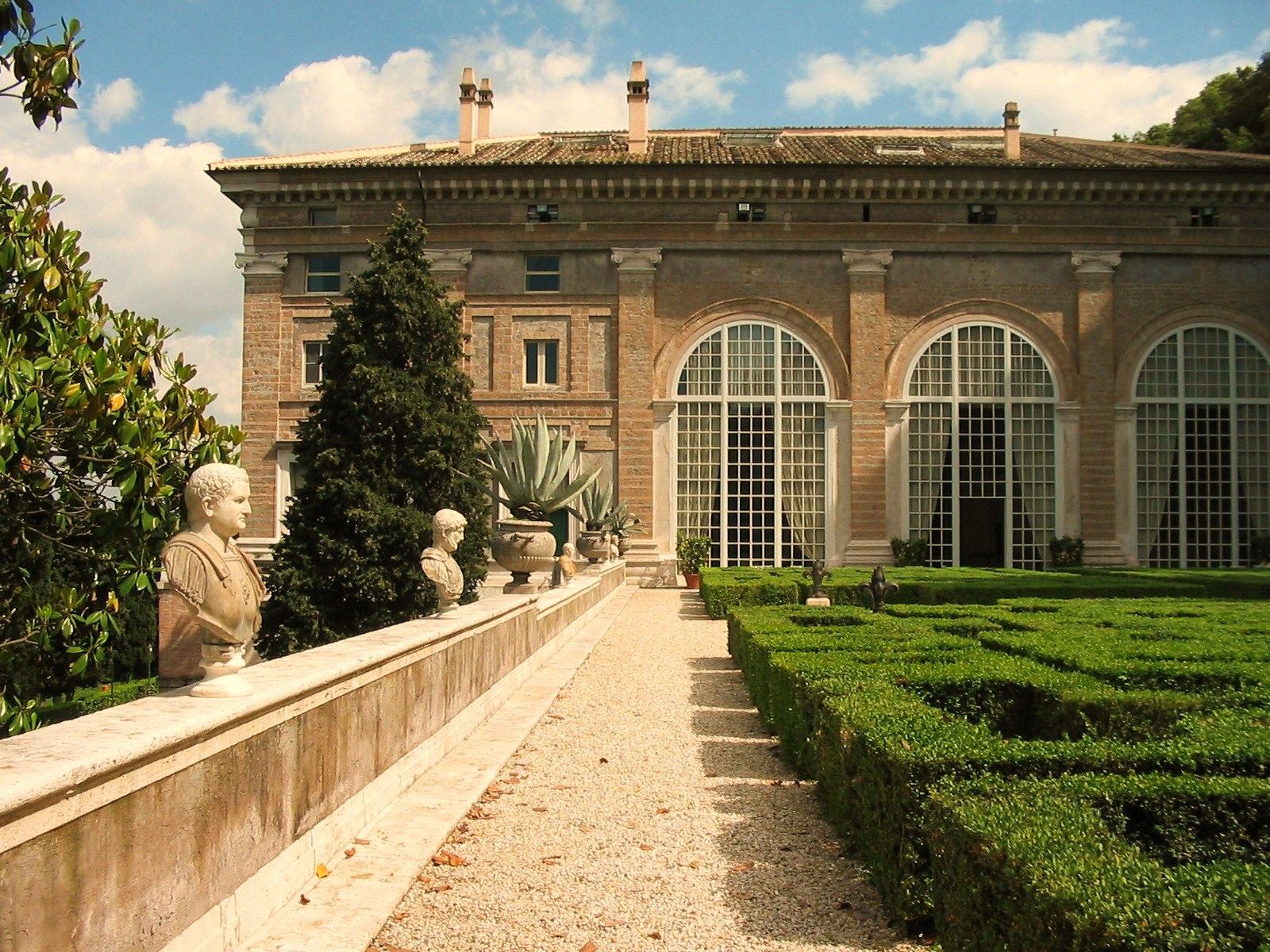
Zicht vanuit de tuin op de Loggia van Rafaël

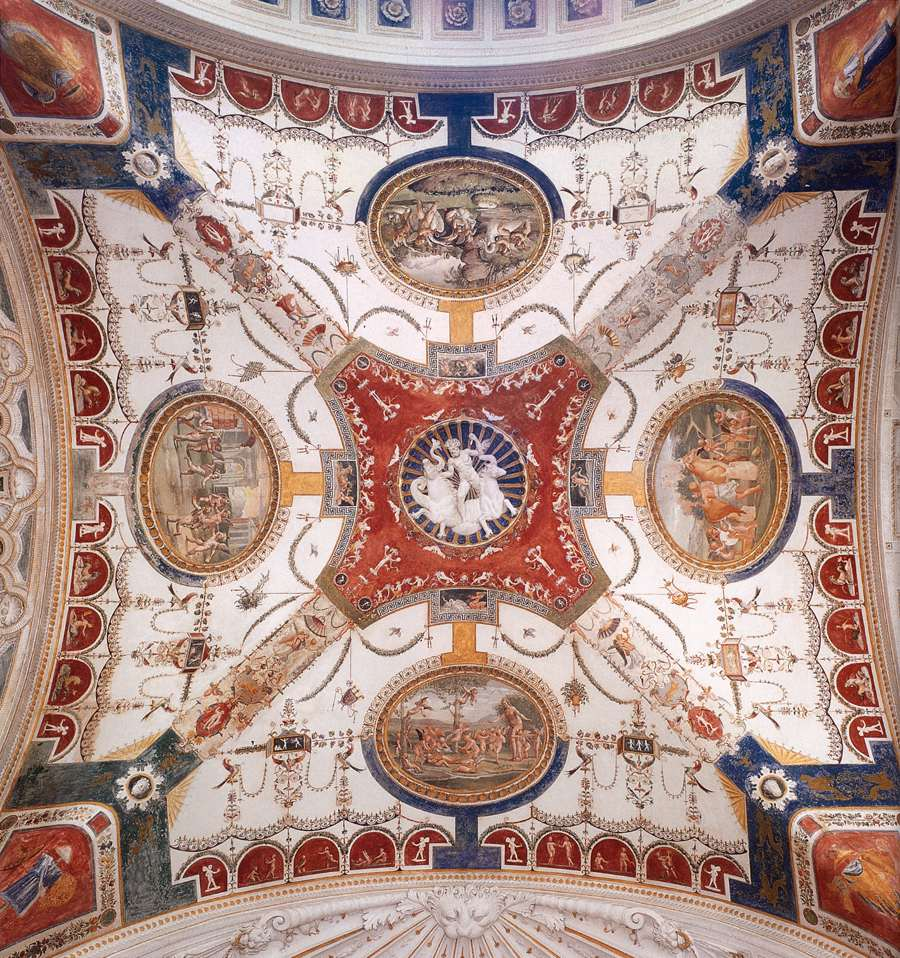
Plafonddecoratie door Giovanni da Udine van een van de drie bogen van de Loggia van Rafaël

De decoraties van de Villa Madama werden verzorgd door kunstenaars als Giulio Romano, Baldassare Peruzzi, Giovanni da Udine, Giovan Francesco Penni (il Fattore) en Bartolommeo Bandinelli. Zo decoreerde Giovanni da Udine de hoofdingang met vestibule en verzorgde Giulio Romano onder meer het stucwerk met bas-reliëfs van de Salone (de woonkamer met gewelfd plafond). De kunstenaars lieten zich bij hun decoraties inspireren door de grotesken, de herontdekte versieringen in de kort daarvoor opgegraven Domus Aurea ("Gouden Huis") van keizer Nero.
Het meest kenmerkend en invloedrijkst was de door Rafaël ontworpen inpandige loggia. Deze Loggia van Rafaël kent drie ronde bogen die uitzicht bieden op de tuin. De hoge overspanningen, geïnspireerd door de architectuur van de Oud-Romeinse thermen, worden versterkt door kruisribgewelven en een centrale ronde koepel. De loggia werd versierd met stucwerk en schilderingen door Giovanni da Udine en Giulio Romano.
In een nis in de tuin bevindt zich de door Giovanni da Udine ontworpen Fontana dell'Elefante ("Olifantenfontein"), ter herdenking van Annone, een in 1516 gestorven Aziatische olifant die als geschenk van koning Emanuel I van Portugal voor de wijding van paus Leo X in 1514 naar Rome was gebracht.

## Eigendom
Na de dood van paus Clemens VII in 1534 ging het eigendom van de villa over op zijn neef, kardinaal Ippolito de' Medici, een broer van paus Leo X. Ippolito overleed in 1535, waarna de villa in bezit kwam van Alessandro de' Medici, een onwettige zoon van Clemens VII. Alessandro trouwde in 1536 met Margaretha van Parma, een buitenechtelijke dochter van keizer Karel V en de latere landvoogdes over de Habsburgse Nederlanden. Naar haar verwijst Madama in de namen van het Palazzo Madama en de Villa Madama.
Alessandro de' Medici werd in 1537 vermoord. In 1538 hertrouwde Margaretha van Parma met Ottavio Farnese, hertog van Parma en Piacenza en een kleinzoon van de toenmalige paus Paulus III. Na het overlijden van Margaretha van Parma en Ottavio Farnese in respectievelijk januari en september 1586, kwam de villa in het bezit van hun zoon Alexander Farnese, eveneens landvoogd van de Nederlanden.
Onder de opeenvolgende hertogen van Parma en Piacenza van het huis Farnese raakte de villa in verval. Nadat Antonio Farnese in 1731 kinderloos was gestorven, kwam de villa in het bezit van de zoon van zijn nicht Elisabetta Farnese Karel VII, koning van Napels, tevens koning van Spanje als Karel III, van het huis Bourbon-Parma. De villa werd ernstig verwaarloosd.  
In 1925 werd de Villa Madama eigendom van graaf Carlo Dentice di Frasso, die de villa restaureerde samen met zijn Amerikaanse echtgenote, Dorothy Cadwell Taylor. De villa werd verhuurd aan het Ministerie van Buitenlandse Zaken van Italië.  
In 1941 werd de Villa Madama aangekocht door Mussolini. Zijn monumentale neo-Romeins sportcomplex Foro Italico ligt naast de villa op de plaats van het voormalige hippodroom.
Mussolini droeg het eigendom van de villa over aan de Italiaanse staat. Het gebouw werd in 1962 en 2004 gerestaureerd en wordt tegenwoordig gebruikt voor representatieve doeleinden zoals bijeenkomsten van de regeringsleiders van de Verenigde Naties en de Europese Unie.
Het gebouw en de tuinen zijn beperkt te bezichtigen.

## Invloed
De Villa Madama had een grote invloed op de renaissancearchitectuur. Het gebouw wordt beschreven door Sebastiano Serlio in de Sette Libri d'architettura en inspireerde veel architecten waaronder Giulio Romano bij de bouw van het Palazzo del Te, Alvise Cornaro bij de Loggia e Odeo Cornaro en vooral Andrea Palladio, die onder (veel) meer de Villa Trissino en de Basilica Palladiana bouwde.